# Damon gracilis
Damon gracilis is een soort zweepspin (Amblypygi). Hij komt voor in Angola en Namibië.